# IX Klucz Kominowy (Jan)
IX Klucz Kominowy (Jan) – polska jednostka lotnicza utworzona we Francji w maju 1940 w jako pododdział Polskich Sił Powietrznych.

## Formowanie i działania
Jednostka stacjonowała w Angers z zadaniem powietrznej ochrony siedziby Polskiego Rządu na Uchodźstwie. Klucz został utworzony z wyznaczonych pilotów i personelu naziemnego bazy Lyon-Bron. W późniejszym terminie dołączył do nich plut. pil. Ludwik Lech. Klucz dysponował czterema samolotami Bloch MB.151. Od 4 czerwca Polacy pełnili stałą służbę alarmową, lecz mimo licznych startów nie doszło do walk z niemieckimi samolotami. 17 czerwca, dzień po rozpoczęciu przez Francję rozmów kapitulacyjnych, w południe klucz przeleciał do Nantes, a wieczorem tego samego dnia do La Rochelle. Nazajutrz kolejny rozkaz kierował go do Bordeaux. Następnie niemal cały personel klucza z lotniska wyjechał do portu, by po zaokrętowaniu się na polski statek SS Kmicic dopłynąć do Wielkiej Brytanii. Wyjątkiem byli Janota i mechanik kpr. Gerard Zygmunt, którzy z niejasnych przyczyn pozostali na lotnisku w Bordeaux.
Przez cały okres pełnienia służby klucz nie miał żadnego spotkania z nieprzyjacielem i  nie uzyskał żadnego zestrzelenia ani nie poniósł żadnej straty własnej.

## Żołnierze klucza
Piloci
- por. Robert Janota – dowódca
- sierż. Antoni Siudak
- por. Władysław Walendowski
- ppor. Edward Kowalski,
- plut. Marian Wędzik
- kpr. Stanisław Zięba